# Nibal Thawabteh
Nibal Thawabteh és una activista pels drets humans palestina, que treballa en la Universitat de Birzeit.

## Biografia
Thawabteh va ser la primera dona a ser elegida al consell de la vila de Beit Fajjar, on hi va ser set anys. Va desenvolupar el seu propi manual de formació i va ajudar voluntàriament altres dones a aconseguir-hi un seient. L'any 2005, va fundar el diari mensual Al Hal (que significa La Situació), que tractava diversos temes polèmics com ara l'incest, la poligàmia, els assassinats per honor, els matrimonis il·legals, les relacions lesbianes o les dures condicions dels pobres. L'any 2008, era la cap de redacció del diari, en què també escrivia. En el primer exemplar de la publicació la portada duia una imatge d'Amina Abbas, la dona de Mahmud Abbas, que provocà una gran controvèrsia: segons Nibal, era el primer cop que apareixia una foto d'Amina en públic. Nibal també ha centrat l'atenció en afers socials amb guions que ha escrit per a la televisió sobre temes com la difícil situació de les dones analfabetes i ha produït documentals sobre temes com el suïcidi de les dones palestines. També va ser formada en periodisme d'investigació i en redacció creativa.
Nibal va rebre l'any 2008 el Premi Internacional Dona Coratge. L'any 2015 va ser directora del Centre de Desenvolupament dels Mitjans de Comunicació de la Universitat de Birzeit, que s'ocupava de la política dels mitjans nacionals de Palestina.